# Іван Черевко
Іван Хомич Черевко (*д/н —після 1775) — український політичний та військовий діяч, кошовий отаман Війська Запорізького у 1740 році.

## Життєпис
Про його народження немає відомостей. Час вступу до Коша також невідомий. У 1740 році обирається кошовим отаманом. На цій посаді продовжив політику попередників стосовно захисту майнових та торговельних прав запорожців у стосунках із Гетьманщиною.
У двох листах 1740 року кошовий Хомич скаржився київському генерал-губернатору М. І. Леонтьєву та переволочанському комендантові Д. С. Опончініну на заборони для проїзду запорізьких купців і чумаків до Гетьманщини. Дані заборони були запроваджені у зв'язку з російсько-турецькою війною 1735—1739 рр. та через можливу пошесть. Однак війна скінчилася, а заборони залишилися. Їхня безглуздість усвідомлювалася і згаданими представниками царської адміністрації, але без волі вищестоячих керівників бюрократичного апарату вони не могли їх скасувати. Щоправда, вони зверталися з відповідними листами до вищих інстанцій. Так, у цьому збірнику є лист, писаний, очевидно, М. І. Леонтьєвим, від 12 липня (30 червня) 1740 р. до голови Воєнної колегії. Тут є згадка і про звернення кошового отамана Хомича, який вимагав відкрити кордони для запорозьких купців; про звернення з аналогічним проханням коменданта Опочініна, де говорилося, що дніпровські форпости російської армії викликають невдоволення жителів Миргородського і Полтавського полків, котрі зазнавали збитків у своїх торговельних справах; про те, що через форпости не можуть пройти «турки, греки, волохи, армяня, поляки и протчих наций люди». З додатку цього листа довідуємося, що 14(3) червня 1740 року запорожці привезли на Лівобережну Гетьманщину 90 возів з рибою, котрих не пропускали через кордони, причому ніхто з запорожців не хворів на якусь інфекційну хворобу.
Однак, незважаючи, на всі ці звернення певні обмеження, котрі гальмували розвиток української торгівлі, зберігалися і пізніше. Того ж року з невідомих причин Черевко позбувся посади кошового. Замість нього обрано Степана Євстахієвича Уманського.
Відомо, що Черевко мешкав на сучасній Нікопольщині вже після ліквідації Запорізької Січі у 1775 році.